# William V. Allen

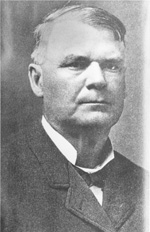
William V. Allen

William Vincent Allen (* 28. Januar 1847 in Midway, Ohio; † 12. Januar 1924 in Los Angeles, Kalifornien) war ein US-amerikanischer Politiker, der den Bundesstaat Nebraska zweimal im US-Senat vertrat.

## Frühe Jahre
William Vincent Allen wurde am 28. Januar 1847 als Sohn des Geistlichen Samuel Allen und dessen Frau Phoebe in Midway, Ohio geboren. Sein Vater starb, als William elf Monate alt war. Seine Familie siedelte 1857 nach Iowa um, wo Allen die örtlichen Schulen besuchte und etwas Geld als Farmarbeiter verdiente. Obwohl er erst 14 Jahre alt war, wollte er nach Ausbruch des Bürgerkrieges 1861 dem 14. Freiwilligenregiment von Iowa beitreten. Bei der Musterung wurde er jedoch aufgrund seines Alters nicht aufgenommen. Erst ein Jahr später gelang es ihm, Mitglied der Kompanie G der 32. Iowa Infantry zu werden. Nach dem Krieg nahm er seine schulische Bildung wieder auf und besuchte die Upper Iowa University. Anschließend studierte er die Rechtswissenschaften in West Union. Allen erhielt seine Zulassung als Anwalt 1869 und begann umgehend zu arbeiten. Seine Frau Blanche Mott, die ihm später vier Kinder gebar, heiratete er am 2. Mai 1870.

## Politischer Aufstieg
William Allen betrat das politische Parkett, nachdem er mit seiner Familie 1884 nach Madison, Nebraska umgesiedelt war. Zwischen 1891 und 1893 hatte er nach Nominierung durch die Populist Party das Amt eines Bezirksrichters inne. Vom 4. März 1893 bis zum 3. März 1899 war er als Populist Senator der Vereinigten Staaten aus Nebraska. Während seiner Amtszeit war er Mitglied des Ausschusses Committee on Forest Reservations and Game Protection. 1899 wurde er erneut zum Bezirksrichter gewählt, legte dieses Amt jedoch zum 13. Dezember nieder, da sein Nachfolger im Senatorenamt, Monroe Leland Hayward, verstorben war und er von Gouverneur William A. Poynter zu dessen Nachfolger ernannt wurde. Erst am 28. März 1901 wurde Allen von Charles Henry Dietrich als Senator abgelöst. Im Folgenden nahm er seinen Beruf als Anwalt wieder auf und wurde 1917 erneut Bezirksrichter.

## Tod
Er starb im Amt als Richter am 12. Januar 1924 an den Folgen einer Krebserkrankung. In seiner Partei fungierte er 1892, 1894 und 1900 als Präsident des Parteitages auf Staats- und 1896 auf nationaler Ebene.